# Okanaka Hayato
Hayato Okanaka (sinh ngày 26 tháng 9 năm 1968) là một cầu thủ bóng đá người Nhật Bản.

## Sự nghiệp câu lạc bộ
Hayato Okanaka đã từng chơi cho Gamba Osaka và Oita Trinita.